# Damalis prytanis
Damalis prytanis là một loài ruồi trong họ Asilidae. Damalis prytanis được Walker miêu tả năm 1849.